# Postcard (Steven Wilson)
Postcard è un singolo del cantautore britannico Steven Wilson, pubblicato il 10 novembre 2011 come unico estratto dal secondo album in studio Grace for Drowning.

## Tracce
Download digitale
1. Postcard – 4:28
2. Postcard (Live Piano/Vocal Version) – 3:12
3. Postcard (North Atlantic Oscillation Remix) – 4:38
4. Index (Necro Deathmort Remix) – 5:01

CD promozionale (Regno Unito)
1. Postcard – 4:28
2. Postcard (North Atlantic Oscillation Remix) – 4:38

## Formazione
Musicisti
- Steven Wilson – voce, pianoforte, tastiera, chitarra, basso
- Nic France – batteria
- London Session Orchestra – strumenti ad arco
- Synergy Vocals – coro
- Dave Stewart – arrangiamento e orchestrazione strumenti ad arco e coro

Produzione
- Steven Wilson – produzione, missaggio
- Mat Collis – ingegneria del suono
- Paschal Byrne – mastering